# برانکیتسا میهایلوویچ
برانکیتسا میهایلوویچ (سیریلیک صربی: Бранкица Михајловић؛ زادهٔ ۱۳ آوریل ۱۹۹۱) بازیکن والیبال اهل بوسنی و هرزگوین است.
از باشگاه‌هایی که در آن بازی کرده‌است می‌توان به باشگاه والیبال زنان فنرباغچه اشاره کرد.